# Gut
A G.U.T. német pornogrind együttes. Sokan a műfaj alapító "atyáinak" tartják őket. 1991-ben alakultak meg. A 2006-os stúdióalbumukon már hardcore punk, elektronikus zene és hiphopelemek is megjelentek. A zenekar 1995-ben feloszlott, 1999-ben újból összeálltak egy kis időre, majd 2004-től kezdve újra aktívak.
Jelenlegi tagok: Oliver Roder, Tim Eiermann, Joachim Pröll és Markus Zorn. Volt tagok: Cadaveric Vaginaripper of Putrefying Orgasms (eredeti neve ismeretlen) és Michael Beckett.

## Diszkográfia
- Drowned in Female Excrements (1991)
- Spermany's Most Wanted (1992)
- Cripple Bitch (1994)
- Gefotzt Gefistelt (1994)
- Split-lemez a Morphea-val (1994) (pontos cím ismeretlen)
- Hyper-Intestinal Vulva Desecration (1994)
- Twat Enema (1994)
- Fistful of Sperm (1994)
- Odour of Torture (1995)
- Assyfied/Pussyfied (1995)
- Enter the Painroom (1995)
- Want Some Nuke or Gut? (1995)
- The Singles Collection (2000)
- The Cumback 2006 (2006)
- Pimps of Gore (2006)
- Girls on Acid (kiadási év ismeretlen)
- Hooker Ballett (2006)
- Gigolo Warfare (2007)
- The Green Slime Are Coming (2010)
- Disciples of Smut (2020)